# Buikschild

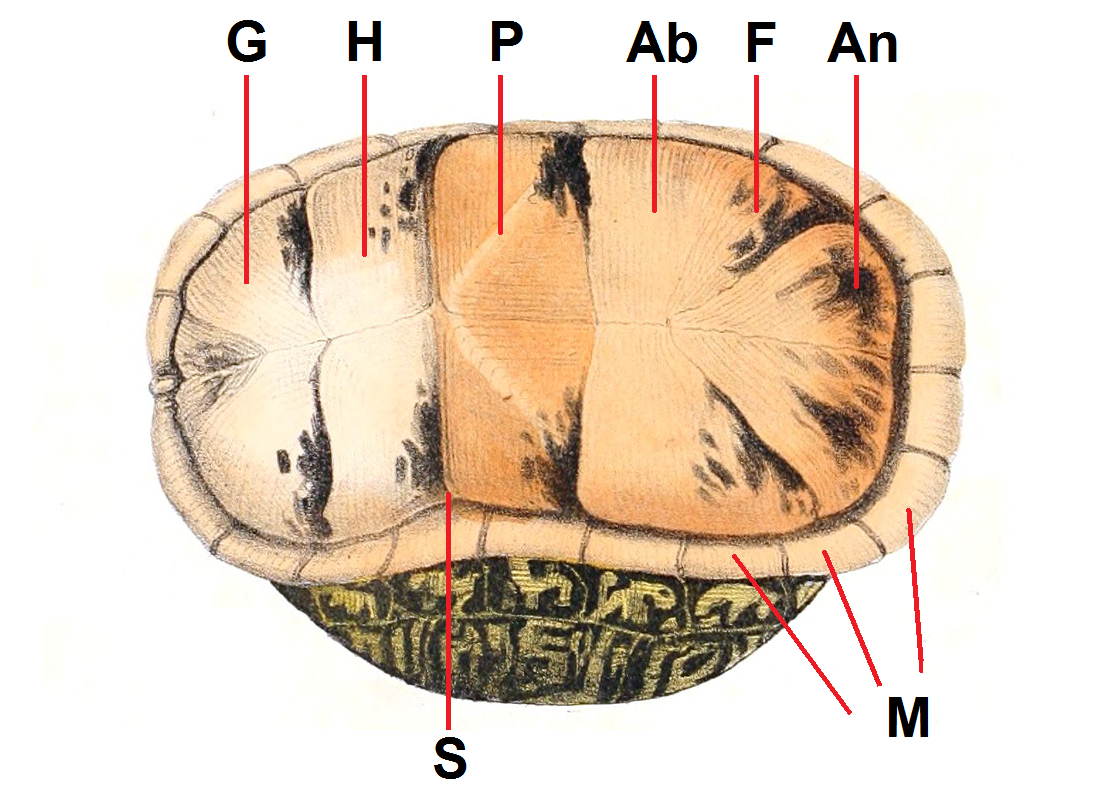
Hoornschilden van een schildpad

Het buikschild, ook wel abdominaalschild of abdominale (mv:abdominalia), is een van de hoornschilden aan het buikpantser van een schildpad. De vorm en grootte en de relatieve lengte van de naad op het midden van de buikschilden zijn een belangrijk determinatiekenmerk en verschillen vaak per soort.
Op de afbeelding rechts is het buikschild aangegeven met de letters Ab.